# هیپرفورین
هیپرفورین (به انگلیسی: Hyperforin) با فرمول شیمیایی C۳۵H۵۲O۴ یک ترکیب شیمیایی است که به وسیله برخی از گونه‌های گیاهی از جنس هایپریکوم، به خصوص گیاه هایپریکوم پرفوراتوم (سنت جانز ورت) تولید می‌شود. این ماده دارای اثرات ضد افسردگی است.